# Mouvement Heure Zéro
Le Mouvement Heure Zéro (Hora Zero) est un mouvement poétique d'avant-garde qui a émergé dans les années 1970 au Pérou. Les poètes Jorge Pimentel, Juan Ramírez Ruiz, Tulio Mora, Enrique Verastegui, Jorge Nájar,José Carlos Rodriguez Najar et Carmen Ollé sont considérés comme ses membres les plus emblématiques.

## Historique

### Première étape
En 1965, Jorge Pimentel (Lima, 1944) intègre l'Université Nationale de Lima pour suivre des études de Lettres et de Littérature. Il y rencontre Juan Ramírez Ruiz, avec qui il écrit le manifeste Paroles Urgentes (Palabras Urgentes) en janvier 1970. Celui-ci paraît au cours de la même année dans le premier numéro de la revue « Hora Zero ». Cette publication marque la naissance du mouvement. 
À travers ce manifeste, Pimentel et Ramírez Ruiz s'opposent aux puissances dominantes de la poésie péruvienne et remettent en question le canon poétique national. Ils préconisent une poésie nouvelle, plus proche de la vie de tous les jours et de la réalité du Pérou. 
En décembre 1970, Pimentel publie son premier livre, Kenacort y Valium 10. En 1971,  Ramírez Ruiz publie Un Par de Vueltas por la Realidad. La même année, Enrique Verástegui publie En los Extramuros del Mundo. Ces trois œuvres sont considérées comme les paradigmes esthétiques du vitalisme et du souffle libertaire propres à Heure Zéro. Les publications du groupe connaissent une grande répercussion dans la presse. 

### Seconde étape
Après un séjour de deux ans en Espagne, Pimentel retourne à Lima en 1974 et se propose de devenir le leader d'Heure Zéro. Pendant ce temps, Ramírez Ruiz avait décidé de partir et le mouvement avait été dissous. En 1977, Pimentel le relance avec la complicité de Tulio Mora, et, la même année, celui-ci publie Mitología, son premier recueil de poésie.
La rédaction du manifeste Contrecoup au Vent (Contragolpe al Viento), écrit avec la participation de Enrique Verástegui, contribue également à la renaissance du mouvement. 
En 1978, Mora voyage au Mexique et noue des liens avec les infraréalistes (infraréalisme), un mouvement poétique d'avant-garde fondé quelques années auparavant par le Mexicain Mario Santiago Papasquiaro et le chilien  Roberto Bolaño. 
De leur côté, Verástegui, Carmen Ollé, et José Carlos Rodríguez rassemblent à Paris des poètes francophones pour la rédaction et la publication du manifeste Message D'Ailleurs. (Jacques Chirac, alors maire de Paris, réagit à un tract distribué lors d'un meeting de son parti en qualifiant ceux-ci de « révolutionnaires de café ».)

## Esthétique du mouvement
Heure Zéro nourrit le projet révolutionnaire de transformer la vie avec un art nouveau, une poésie nouvelle, en libérant les gens de leur aliénation spirituelle. Il cherche également à démocratiser la poésie, et se présente comme un mouvement populaire et décentralisé, tentant de recueillir la culture vivante et multiple de son pays et d'Amérique latine. 
Le poème global, ou poème intégral, représente la proposition esthétique principale du mouvement. Les membres d'Heure Zéro le définissent comme  «l'intégration du poème d'une individualité dans son contexte», ou  «l'intégration du poème dans sa spécificité socio-historique et dans sa correspondance dialectique ou dramatique». Le poème intégral est  «une totalisation qui fait fusionner le tout individuel avec le tout universel». Les poètes souhaitent  «écrire l'angoisse, le combat, la violence» ; ils s'intéressent au potentiel de transformation du poème comme  «facteur de motivation pour un changement qualitatif individuel» ; ils veulent  «détruire la syntaxe traditionnelle, pâle et bourgeoise», et créer une rupture sur le plan linguistique en inventant des termes issus du langage de la rue, afin  «d'exprimer l'expérience latino-américaine» et  «appréhender le quotidien essentiel d'un problème commun». Ils recherchent  «la vitalité des images, des rythmes et des mots», « le dynamisme, l'agilité, l'élasticité et la plasticité du poème». Toutes les activités et actions du poète doivent être  le prolongement de son acte créatif, car « un véritable écrivain qui fait de la poésie doit écrire tout au long de sa vie : il doit dire non à l'ironie, à l'esprit de conciliation (…), éviter un retour aux vieilles formes et aux rythmes anciens [ou] l'usage d'un langage archaïque et aliéné ».  Enfin, ils prônent le rejet de la poésie purement lyrique par un rythme polyphonique du poème qui résume les registres des différents discours (poétique, narratif, journalistique, radiophonique, etc.) en un seul texte.